# 0086笑いの番号
『0086笑いの番号』（0086わらいのばんごう、原題：The Nude Bomb）は、1980年制作のアメリカ合衆国の映画。
NBCテレビで1965年から1970年まで放映されたテレビシリーズ『それ行けスマート』を劇場用に製作したスパイ・コメディ映画。
日本でのビデオタイトルは『それ行けスマート/0086笑いの番号』。

## あらすじ
PITS（緊急戦略情報部）のエージェント86号ことマックスウェル・スマートが特別任務を遂行中、チーフから緊急指令が入る。
悪の組織ケイオスの新リーダーであるサバージョがテレビを通じて、要求を聞き入れない時は、すべての繊維を破壊するという新兵器ヌード爆弾を使用すると宣言したのだ。ヌード爆弾が投下されると、世界中の人間が一瞬にして真っ裸になる。ケイオスは、世界中の人間が真っ裸になった後の服飾業界の支配を企んでいた。
スマートは美人エージェント36号、22号、アシスタントのララビーと共にヌード爆弾投下阻止の任務に就く。調査を進めたスマートは、サバージョの部下のセバスチャーニという男の存在をつかみ、彼の元妻イーディスのもとに向かう。
すばらしい美人エージェントの34号の案内でイーディスの家に行ったスマートは彼女と会うが、途中、サバージョの手下の男たちが乱入し、格闘が始まる。世界をヌード爆弾の恐怖から救うための最後の闘いの火ぶたが切られた。

## キャスト
※括弧内は日本語吹替。
- 86号/マックスウェル・スマート：ドン・アダムス（小松政夫）
- 34号：シルビア・クリステル（小宮和枝）
- ニーノ・サルヴァトーリ・セバスチャーニ：ヴィットリオ・ガスマン（青野武）
- イーディス：ロンダ・フレミング（沢田敏子）
- チーフ：ダナ・エルカー（富田耕生）
- 22号：アンドレア・ハワード（戸田恵子）
- 36番：パメラ・ヘンズリー（吉田理保子）
- ララビー：ロバート・ カルヴェラス（池田勝）
- サバージョ（羽佐間道夫）
- 大統領：トーマス・ヒル（宮田光）
- 13番：ジョーイ・フォーマン（納谷六朗）
- カラザース：ノーマン・ロイド（松岡文雄）
- ジェリー・クロヴニー：ゲイリー・イムホフ（三ツ矢雄二）
- ジョナサン・レヴィンソン・シーゲル：ビル・デイナ（藤本譲）
- 西ドイツ代表：リチャード・サンダース（石森達幸）
- イタリア代表：ヴィト・スコッティ（加藤正之）

※テレビ放映：テレビ朝日「日曜洋画劇場」1988年3月13日